# Radicaal 19
Van de in totaal 214 Kangxi-radicalen heeft radicaal 19 de betekenis kracht. Het is een van de drieëntwintig radicalen die bestaan uit twee strepen.
In het Kangxi-woordenboek zijn er 163 karakters die dit radicaal gebruiken.

## Karakters met het radicaal 19
| Strepen | Karakter                               |
| ------- | -------------------------------------- |
| + 0     | 力                                     |
| + 1     | 劜                                     |
| + 2     | 劝 办                                  |
| + 3     | 功 加 务 劢                            |
| + 4     | 劣 劤 劥 劦 劧 动 攰                   |
| + 5     | 助 努 劫 劬 劭 劮 劯 劰 励 劲 劳 労    |
| + 6     | 劵 劶 劷 劸 効 劺 劻 劼 劽 劾 势       |
| + 7     | 勀 勁 勂 勃 勄 勅 勆 勇 勈 勉 勊 勋 巭 |
| + 8     | 勌 勍 勎 勏 勐 勑                      |
| + 9     | 勒 勓 勔 動 勖 勗 勘 務 勚             |
| + 10    | 勛 勜 勝 勞                            |
| + 11    | 募 勠 勡 勢 勣 勤 勥 勦 勧             |
| + 12    | 勨 勩 勪 勫 勬 勭                      |
| +13     | 勮 勯 勰 勱 勲                         |
| +14     | 勳                                     |
| +15     | 勴 勵 勶                               |
| +17     | 勷                                     |
| +18     | 勸                                     |

Bronskarakter
Groot zegelkarakter
Klein zegelkarakter